# Theodor Bilharz
Theodor Maximilian Bilharz, född 23 mars 1825, död 9 maj 1862, var en tysk läkare och parasitexpert.
Efter att ha gått i skola i sin hemstad Sigmaringen studerade han filosofi (och en rad andra ämnen) två år vid Albert-Ludwigs-Universität i Freiburg im Breisgau, här träffade han Friedrich Arnold som intresserade honom för medicinsk forskning. Från 1845 studerade han medicin i Tübingen. År 1850 reste han till Egypten tillsammans med Wilhelm Griesinger som av Abbas I utnämnts till chef för Egyptens hygiendepartement. Fram till 1852 verkade Bilharz som assisterande läkare vid flera sjukhus i Kairo. År 1852 utsågs han till chefsläkare vid avdelningen för invärtes medicin och 1855 blev han professor i klinisk medicin vid Kasr el Aïn i Kairo. Året därpå bytte han sin professur i klinisk medicin mot en i jämförande anatomi. År 1862 följde han med hertigen Ernst von Coburg-Gotha som hertiginnans livläkare på en expedition till Massava i Etiopien. Hertiginnan ådrog sig tyfoidfeber men kunde efter behandling av Bilharz återvända hem med hälsan i behåll, Bilharz däremot dog den 9 maj samma år i Kairo.
År 1851 beskrev han för första gången vad som kom att kallas bilharzios (snäckfeber), termen är dock myntad av Heinrich Meckel von Hemsbach som 1856 införde den i den vetenskapliga nomenklaturen. Bilharz var också intresserad av den lokala egyptiska faunan och han var den förste som beskrev fisken Alestes macrolepidotus som han fann i Nilen. Förutom bilharzios så har han också fått ett forskningsinstitut i Kairo uppkallat efter sig och till 100-årsminnet av hans död tryckte egyptiska postverket upp frimärken med hans porträtt.